# Jonathan Pollard
Jonathan Jay Pollard (nar. 7. srpna 1954 v Galvestonu v Texasu) je usvědčený izraelský špion a bývalý analytik zpravodajství námořnictva Spojených států amerických. Ke špionáži ve prospěch Izraele se přiznal a zřekl se práva na řádný soud výměnou za mírnější trest.

## Dětství a mládí
Jonathan Jay Pollard se narodil jako nejmladší ze tří dětí mikrobiologa Dr. Morrise Pollarda a hospodyně Molly Pollardové. V Jonathanově raném dětství se rodina stěhuje do South Bendu v Indianě, kde otec nastupuje jako profesor na univerzitě.
Jonathan je společně se svými sourozenci (bratrem Harveyem a sestrou Carol) vychováván v duchu uvědomování si vlastního židovství a velké citlivosti na antisemitismus. Ve škole dosahoval vynikajících výsledků, byl i hudebně nadaný, ale mezi ostatními dětmi nebyl příliš oblíbený. Tuto nevraživost spolužáků přičítal svému židovskému původu a jeho vřelý vztah k Izraeli se ještě více vystupňoval.
V roce 1968 navštívil s rodiči Dachau, kde podle vyprávění zahynula část jeho evropských příbuzných.
V roce 1970 Pollard poprvé navštívil Izrael. Dlouho snil o imigraci do Izraele. Po návratu domů se snažil uskutečnit svůj sen, vystěhovat se do Izraele. Na radu rodičů se ale rozhodl nejprve ukončit své vzdělávání. Na kalifornské Stanfordově univerzitě se zapsal na studium medicíny, později ale přestoupil na katedru politických věd. Stal se dokonce známým pro svůj zájem o vojenskou historii. Zbožňoval zejména špionážní romány, kterých přečetl stovky. V roce 1976 Pollard na Stanfordu z politických věd promoval. Na univerzitě se začal projevovat jeho sklon k vymýšlení si nepravděpodobných příběhů, ve kterých figuroval jako agent Mosadu či důstojník izraelské armády.
V South Bendu se po promoci přihlásil na právnickou školu, studia ale nedokončil.
V roce 1977 byl Pollard odmítnut u CIA s poukazem na možnost politické nespolehlivosti. V roce 1979 byl ale přijat do zpravodajské služby amerického námořnictva jako analytik. Od roku 1979 pracoval s vysoce důvěrnými daty a dospěl k názoru, že USA záměrně zatajuje před Izraelem informace dotýkající se jeho národní bezpečnosti (např. o dodávkách sovětských zbraní arabským státům). U námořních zpravodajců pracoval až do roku 1984.
V roce 1981 se seznámil s Annou Hendersonovou, kterou si později vzal za manželku. V zaměstnání je poslán k psychiatrovi pro opětovné vymýšlení si historek ( např. o spolupráci s jihoafrickou tajnou službou), posudek na něj ale vyznívá kladně a proto se vrací zpět na své místo.
V roce 1984 byl převeden do Protiteroristickému pohotovostnímu středisku (Anti-Terrorist Alert Center, ATAC) Výzkumné služby amerického námořnictva v Suitlandu ve státě Maryland. Zpočátku pracoval jako dozorce pro monitorování zachycených zpráv, později jako výzkumný specialista zodpovědný za karibskou oblast a americké vnitrozemí se zřetelem na potenciální teroristické hrozby. Zde měl oprávnění k přístupu k SCI (Sensitive Compartmentralized Information, přísně tajným informacím). Zde opět Pollard dospívá k názoru, že USA neplní své závazky vůči Izraeli (dvojstranná smlouva mezi USA a Izraelem uzavřená v roce 1983, za USA ji podepsal R. Reagan) a že směrnice nařizující předávat Izraeli důležité informace je záměrně ignorována.

## Špionáž

### Navázání kontaktu
Poté, co Pollard vyslechne od svého přítele Stevena Sterna popis přednášky izraelského vojenského pilota plukovníka Aviema Selly, požádá Sterna, aby jej se Sellou seznámil. Sella si před schůzkou informuje Josefa Jagura, vědeckého poradce na izraelském konzulátě v New Yorku. Jagur je ve skutečnosti spolupracovníkem izraelské rozvědné služby Lakam zabývající se vědeckou a průmyslovou špionáží. Sellovi je nařízeno vyčkat, zatímco Lakam shromažďuje o Pollardovi údaje. Na domluvené schůzce Pollard bez obalu Sellovi nabídne možnost poskytování utajovaných amerických zpravodajských materiálů Izraeli. Sella jedná vyhýbavě, aby se nenechal zatáhnout do nějaké protiizraelské provokace. Postupem času ale nabyl přesvědčení, že Pollard svou nabídku míní vážně. Vše poté nahlásí Jagurovi. Rozhodnutí zní přijmout Pollardovu nabídku. Podle jiných zdrojů (Black, B. Morris – Mosad, izraelské tajné války (vydáno v nakl. Jota v r. 2001, str. 438) povolení pokračovat ve spolupráci s Pollardem dostal Sella od velitele izraelského letectva generálmajora Amose Lapidota a náčelníka štábu generálporučíka Moše Levyho. Mosad k tomu sdělil, že o Pollardovi vědí, ale nechtějí s ním mít nic společného.

### Práce pro Izrael
V krátké době po odsouhlasení Pollardovy spolupráce se izraelské rozvědce dostává do rukou velké množství vysoce důvěrných materiálů pocházejících z amerických rozvědných sítí.
Problémem se ukázaly být odměny pro Pollarda. Ten peníze za své služby odmítal s tím, že vše dělá ze sympatií k Izraeli. Takový agent je ale nespolehlivý, neboť se může ze spolupráce kdykoliv vyvléknout, kdežto nad placeným agentem vždy visí stín vydíratelnosti, pokud by odmítl spolupracovat.
V listopadu 1984 proto na izraelské náklady Pollard odcestoval se svou manželkou Anne do Paříže, kde se setkal s šéfem LAKAMU Rafaelem Eitanem a svým pozdějším řídícím orgánem Josefem Jagurou. Zde byla dohodnuta jako plat pro Pollarda částka 1.500 $ za měsíc plus věcné dary (například safírový prsten pro Anne). Při pobytu v Paříži také Pollard vše prozradil své manželce.
Zcizené materiály předával Pollard dvakrát týdně buď v domě tajemníka izraelského velvyslanectví ve Washingtonu Irita Erba nebo je vkládal do speciální aktovky při průjezdu myčkou. Jedenkrát týdně se setkával se svým řídícím orgánem a byl instruován o jaké materiály má izraelská strana zájem.

### Prozrazení a dopadení
První známky Pollardovy nedůvěryhodnosti zaznamenal James Agee, jeho nadřízený na jaře v roce 1985. Na Pollardově stole byly objevené důvěrné materiály, které pro svou práci nepotřeboval. Pollard zalhal, že materiál potřebuje jako dodatečný zdroj. Jindy zase kamufloval svou celodenní nepřítomnost na pracovišti hledáním si nového místa.
Kvalita Pollardovy práce a nedochvilnost v dodržování termínů se staly terčem kritiky (možnost zbavit se Pollarda ale Agee uvítal). V následujících měsících se ale Pollard neměl k odchodu ze svého místa a proto se Agee rozhodl hledat záminky pro jeho propuštění. Od jeho kolegů se dozvěděl, že Pollard si přísně tajné materiály odnáší domů. 9. listopadu 1985 po prohlídce Pollardova pracovního stolu dospěl Agee k přesvědčení, že odhalil špiona. Okamžitě informoval šéfa kontrašpionáže NSI (NAVAL SECURITECH and INVESTIGATIVE). Po poradě bylo rozhodnuto, že Pollard zůstane pod dozorem na svobodě.
19. listopadu 1985 byl Pollard zadržen, když se pokoušel vyzvednout si objednané tajné materiály. Byl vyslýchán agenty NIS a FBI. Po několikahodinovém výslechu Pollard požádal, jestli může zavolat manželce. Pomocí předem dohodnutého kódu jí řekl, aby odnesla všechen citlivý materiál, který měl doma a aby varovala Izraelce. Anne se setkala s A. Sellou a vše mu řekla, ten neprodleně informoval Jagura. Ukázalo se, že Lakam neměl žádné únikové plány pro případ prozrazení. Jagur proto Sellovi poradil, aby co nejdříve opustil USA.
Pollard agentům při výslechu přiznal, že odnášel tajné materiály a prodával je jednomu příteli, který je předával patrně afghánským bojovníkům za svobodu.
Mezitím Eitan, šéf Lakamu nařídil Jagurovi, aby okamžitě opustil USA. Pollard byl v rukou americké kontrarozvědky ponechán bez pomoci.
Po výslechu byl Pollard propuštěn. 21. listopadu se se svou manželkou pokusil vniknout na izraelské velvyslanectví, byl však jeho ostrahou vyveden ven. Shodou okolností totiž v té době izraelský velvyslanec v USA Meir Rosenne, který byl o Pollardově činnosti informován, byl v Paříži a Eljakim Rubinstein, který velvyslance zastupoval nevěděl nic.
Jonathan J. Pollard byl proto zatčen agenty FBI.

### Materiály předané Izraeli
Podle amerických představitelů Pollard předal Izraeli více než 1000 tajných dokumentů. Přesné informace o tom, jaká data Pollard předal Izraeli ale neexistují. Sám Pollard přiznal, že se jednalo o informace o iráckých řízených střelách mířících na Izrael. V rozhovoru v únoru 1987 řekl, že Izraeli poskytl družicové snímky velitelství OOP v Tunisu, údaje o protiletecké obraně Libye a zpravodajské údaje o vojenských aktivitách arabských zemí.
Dále předával informace o pohybech sovětských lodí a dodávkách zbraní do arabských států, satelitní snímky Iráku a Sýrie (zejména fotografie zbrojovek)
Mnohé z materiálů, které Pollard předal byly necenzurovaná hlášení agentů z terénu, podle nichž bylo možné nejen odvodit způsob získávání těchto informací, ale i kdy a kým byly získány. Některé materiály se týkaly informací tehdejšího spojence Izraele, Jihoafrické republiky a američtí představitelé se domnívají, že tyto materiály byly Jihoafrické republice předány.
Dále bylo odmítnuto Pollardovo tvrzení, že předával informace týkající se ohrožení Izraele terorismem, většina materiálů se terorismu netýkala.
Naproti tomu Pollard odmítl poskytnout informace o odposlechu, který NSI provádí v Izraeli a o Izraelcích pracujících pro USA.

### Obvinění a soud
Soud s Jonathanem Pollardem se konal 9. března 1987. Richard Hibey, který Pollarda obhajoval uzavřel s žalobou, vedenou Josephem DiGenovou, dohodu podle níž výměnou za Pollardovo přiznání a spolupráci nebude žaloba požadovat trest smrti. Pollard vypověděl vše, co mu bylo známo (i proto, že pochopil, že mu Izrael nepomůže). Stále opakoval, že špionáž prováděl pouze proto, aby pomohl Izraeli, nikoliv aby poškodil Spojené státy.
Společně s Jonathanem Pollardem byla souzena i jeho žena Anne Henderson - Pollardová.
Jonathan Pollard byl odsouzen k doživotnímu žaláři bez nároku na podmínečné propuštění, jeho žena Anne byla odsouzena na pět let vězení nepodmíněně.

### Reakce Izraele
Vládní místa v Izraeli okamžitě po zatčení popřela, že by Pollard byl jejich agentem. Později bylo přiznáno, že špionáž proti spojenci, USA, byla „pirátskou akcí“ prováděnou bez souhlasu nejvyšších míst. Lakam byl rozpuštěn (Mosad o najmutí Pollarda věděl, ale od počátku se od akce distancoval). Na místo pokusů o Pollardovu záchranu Izrael spolupracoval s americkými vyšetřovateli a přislíbil vrátit vše, co jim Pollard předal. Později však byl Izrael obviňován, že spolupracuje při vyšetřování jen polovičatě (americkému vyšetřovacímu týmu bylo poskytnuto pouze tolik materiálu, aby to stačilo na obvinění Pollarda)
V roce 1988 Izrael oficiálně přiznal, že Pollard byl izraelským agentem. V roce 1998 mu bylo uděleno izraelské občanství a ve vězení ho navštívili vysocí izraelští úředníci.
V březnu 1987 byly jmenovány dvě vyšetřovací komise:
- Vládní: dvoučlenná (Jošua Rotenstreich a Cvi Cur)
- Parlamentní: sedmičlenná ( pod vedením Abby Ebana)

### Po rozsudku
Po vynesení rozsudku byl Pollard umístěn do vězeňské nemocnice ve Springfieldu v Missouri. Po ročním pobytu zde byl převezen do vězení v Marion v Illinois.
V roce 1990 se Pollard rozvedl se svou manželkou Anne ( ta byla v březnu 1990 podmíněně propuštěna). Jako důvod pro rozvod je uváděna snaha na doživotí odsouzeného Pollarda dát Anne možnost znovu se vdát a vést normální život.
Pozdější žádosti o obnovení procesu byly zamítnuty, žádný z pozdějších amerických prezidentů (naděje byly vkládány zejména do Billa Clintona) nevyužil možnosti udělit Pollardovi milost.
Od roku 1996 se Pollard prostřednictvím korespondence sblížil s kanadskou ortodoxní židovkou Ester Zeitovou (ta, přestože nebyli oficiálně oddáni, používá příjmení Pollardová). Od roku 1996 organizuje kampaně za Pollardovo propuštění.
Od roku 1998 je Pollard umístěn ve federální věznici v Butneru, v Severní Karolíně. Za jeho propuštění probíhají v Izraeli i USA kampaně. Jeho stoupenci tvrdí, že za nezvykle tvrdým trestem (jiní, v USA chycení agenti pracující pro nepřátelské mocnosti byli odsouzeni k mnohem mírnějším trestům) je antisemitismus. Celý Pollardův případ v roce 1988 podrobně zkoumal americký Židovský kongres. Jeho výkonný ředitel Phil Baum poté prohlásil, že nenašli jediný důkaz potvrzující antisemitismus ze strany americké justice.
Proti Pollardovu propuštění s staví někteří představitelé z řad zpravodajských služeb. Bývalí ředitelé americké námořní zpravodajské služby William Studeman, Sumner Shapiro , John L. Butts a Thomas Brooks vydali prohlášení, ve kterém chtějí vyvrátit některé mýty, které o Pollardově případu kolují. Pollard totiž přiznal vinu a díky dohodě nebyl souzen veřejně. Díky uzavřenosti soudního projednávání případu se tak veřejnost nikdy nedozvěděla řadu faktů, které dokazují, že Pollard nebyl izraelským patriotem a obětí, jak se ho snaží vylíčit jeho zastánci, ale chamtivým a arogantním zrádcem.
- Pollard nebyl nikdy na takové pozici, aby mohl posoudit, jaké informace Izrael od USA obdržel v rámci zpravodajské výměny.
- Informace, které zcizil se snažil prodat i dalším zemím.
- Nikdy nebyl idealistickým patriotem, za své informace obdržel vysoké částky.
- Řada informací, které zcizil neměla žádnou souvislost s izraelskou bezpečností, dokonce se ani netýkala Blízkého východu. Jejich předáním kompromitoval americké zpravodajské zdroje a postupy, čímž došlo k jejich nevratné ztrátě.
- Pollardovi obhájci tvrdí, že americký soud nedodržel dohodu, podle které výměnou za přiznání viny, plnou spolupráci při vyšetřování a neposkytování rozhovorů pro média Pollard nebude odsouzen k doživotnímu trestu. Veřejnost se ale nedozvěděla, že Pollard nedodržel ani jednu část této dohody
- Přestože, jak tvrdí řada Pollardových zastánců, Pollard již trpěl dost, nikdy nepožádal o podmínečné propuštění. Propuštěn chce být pouze na základě udělení milosti.

Podle tvrzení Rona Oliveho, který vedl Pollardovo vyšetřování se řady utajovaných informací snažila využít Pollardova manželka pro své soukromé obchodní aktivity a pro pokusy o sjednání obchodů se zbraněmi. Informace podle Oliveho tvrzení prodával i Jižní Africe či Pákistánu.

## Propuštění
V pátek 20. listopadu 2015 byl Jonathan Jay Pollard propuštěn z vězení. V době propuštění byla stanovena mj. podmínka jeho setrvání na území USA po dobu 5 let, přičemž o povolení opustit USA může rozhodnout pouze americký prezident. Tato podmínka byla stanovena v červenci 2015, kdy o propuštění rozhodl americký soud.
Pollard již v minulosti projevil přání, v případě propuštění, vycestovat do Izraele i za cenu vzdání se amerického občanství a slibu budoucího nenávratu na území USA. Spekulovat pochopitelně lze o "ceně" propuštění, kterou bylo nutné skrytě resp.do budoucna ze strany Izraele "zaplatit".[zdroj?]
Po uplynutí pětiletého zákazu opuštění území Spojených států vycestoval se svou manželkou Ester do Izraele. V Tel Avivu přistáli 30. prosince 2020. V Izraeli byl přivítán Benjaminem Netanyahuem, který mu předal izraelský průkaz totožnosti. Podle informací izraelského tisku bude Pollardovi vyplácen důchod jako vysloužilému agentovi Mosadu či Šin Bet.